# Сімоне Перротта
Сімо́не Перро́тта (італ. Simone Perrotta, нар. 17 вересня 1977, Ештон-андер-Лайн) — колишній італійський футболіст, півзахисник.

## Клубна кар'єра
Вихованець футбольної школи клубу «Реджина». Дорослу футбольну кар'єру розпочав 1995 року в основній команді того ж клубу, в якій провів три сезони, взявши участь у 77 матчах чемпіонату (в Серії B). Більшість часу, проведеного у складі «Реджини», був основним гравцем команди.
Згодом з 1998 по 2001 рік грав у складі команд клубів «Ювентус» та «Барі». Протягом цих років виборов титул володаря Кубка Інтертото.
Своєю грою за останню команду привернув увагу представників тренерського штабу клубу «К'єво», до складу якого приєднався 2001 року. Відіграв за другий за титулованістю клуб з Верони наступні три сезони своєї ігрової кар'єри. Граючи у складі «К'єво» також здебільшого виходив на поле в основному складі команди.
До складу клубу «Рома» приєднався 2004 року. Наразі встиг відіграти за «вовків» 219 матчів в національному чемпіонаті. За цей час додав до переліку своїх трофеїв два титули володаря Кубка Італії, виборював Суперкубок країни.

## Виступи за збірні
Протягом 1998–2000 років залучався до складу молодіжної збірної Італії. На молодіжному рівні зіграв у 6 офіційних матчах, забив 1 гол.
2002 року дебютував в офіційних матчах у складі національної збірної Італії. Наразі провів у формі головної команди країни 48 матчів, забивши 2 голи. 
У складі збірної був учасником чемпіонату Європи 2004 року у Португалії, чемпіонату світу 2006 року у Німеччині, здобувши того року титул чемпіона світу, а також чемпіонату Європи 2008 року в Австрії та Швейцарії.
| Дата       | Місто              | Господарі            | Результат             | Гості             | Турнір                | Голи | Примітки       |
| ---------- | ------------------ | -------------------- | --------------------- | ----------------- | --------------------- | ---- | -------------- |
| 20/11/2002 | Пескара            | Італія               | 1 – 1                 | Туреччина         | товариський матч      | -    |                |
| 12/02/2003 | Генуя              | Італія               | 1 – 0                 | Португалія        | товариський матч      | -    |                |
| 29/03/2003 | Палермо            | Італія               | 2 – 0                 | Фінляндія         | Відбір до ЧЄ 2004     | -    |                |
| 30/04/2003 | Женева             | Швейцарія            | 1 – 2                 | Італія            | товариський матч      | -    |                |
| 03/06/2003 | Кампобассо         | Італія               | 2 – 0                 | Північна Ірландія | товариський матч      | -    |                |
| 11/06/2003 | Гельсінкі          | Фінляндія            | 0 – 2                 | Італія            | Відбір до ЧЄ 2004     | -    |                |
| 20/08/2003 | Штутгарт           | Німеччина            | 0 – 1                 | Італія            | товариський матч      | -    |                |
| 06/09/2003 | Мілан              | Італія               | 4 – 0                 | Уельс             | Відбір до ЧЄ 2004     | -    |                |
| 10/09/2003 | Белград            | Сербія та Чорногорія | 1 – 1                 | Італія            | Відбір до ЧЄ 2004     | -    |                |
| 11/10/2003 | Реджо-Калабрія     | Італія               | 4 – 0                 | Азербайджан       | Відбір до ЧЄ 2004     | -    |                |
| 12/11/2003 | Варшава            | Польща               | 3 – 1                 | Італія            | товариський матч      | -    |                |
| 16/11/2003 | Анкона             | Італія               | 1 – 0                 | Румунія           | товариський матч      | -    |                |
| 18/02/2004 | Палермо            | Італія               | 2 – 2                 | Чехія             | товариський матч      | -    |                |
| 31/03/2004 | Брага (Португалія) | Португалія           | 1 – 2                 | Італія            | товариський матч      | -    |                |
| 28/04/2004 | Генуя              | Італія               | 1 – 1                 | Іспанія           | товариський матч      | -    |                |
| 30/05/2004 | Туніс (місто)      | Туніс                | 0 – 4                 | Італія            | товариський матч      | -    |                |
| 14/06/2004 | Гімарайш           | Данія                | 0 – 0                 | Італія            | ЧЄ 2004 - 1-й етап    | -    |                |
| 18/06/2004 | Порту              | Італія               | 1 – 1                 | Швеція            | ЧЄ 2004 - 1-й етап    | -    |                |
| 22/06/2004 | Гімарайш           | Італія               | 2 – 1                 | Болгарія          | ЧЄ 2004 - 1-й етап    | 1    |                |
| 18/08/2004 | Рейк'явік          | Ісландія             | 2 – 0                 | Італія            | товариський матч      | -    |                |
| 13/10/2004 | Парма              | Італія               | 4 – 3                 | Білорусь          | Відбір до ЧС 2006     | -    |                |
| 01/03/2006 | Флоренція          | Італія               | 4 – 1                 | Німеччина         | товариський матч      | -    |                |
| 31/05/2006 | Женева             | Швейцарія            | 1 – 1                 | Італія            | товариський матч      | -    |                |
| 02/06/2006 | Лозанна            | Італія               | 0 – 0                 | Україна           | товариський матч      | -    |                |
| 12/06/2006 | Ганновер           | Італія               | 2 – 0                 | Гана              | ЧС 2006 - 1-й етап    | -    |                |
| 17/06/2006 | Кайзерслаутерн     | Італія               | 1 – 1                 | США               | ЧС 2006 - 1-й етап    | -    |                |
| 22/06/2006 | Гамбург            | Чехія                | 0 – 2                 | Італія            | ЧС 2006 - 1-й етап    | -    |                |
| 26/06/2006 | Кайзерслаутерн     | Італія               | 1 – 0                 | Австралія         | ЧС 2006 - 1/8 фіналу  | -    |                |
| 30/06/2006 | Гамбург            | Італія               | 3 – 0                 | Україна           | ЧС 2006 - чвертьфінал | -    |                |
| 04/07/2006 | Дортмунд           | Німеччина            | 0 – 2 д.ч.            | Італія            | ЧС 2006 - півфінал    | -    |                |
| 09/07/2006 | Берлін             | Італія               | 1 – 1 д.ч. (5-3 п.п.) | Франція           | ЧС 2006 - Фінал       | -    | Чемпіони світу |
| 02/09/2006 | Неаполь            | Італія               | 1 – 1                 | Литва             | Відбір до ЧЄ 2008     | -    |                |
| 06/09/2006 | Париж              | Франція              | 3 – 1                 | Італія            | Відбір до ЧЄ 2008     | -    |                |
| 11/10/2006 | Тбілісі            | Грузія               | 1 – 3                 | Італія            | Відбір до ЧЄ 2008     | 1    |                |
| 28/03/2007 | Барі               | Італія               | 2 – 0                 | Шотландія         | Відбір до ЧЄ 2008     | -    |                |
| 06/06/2007 | Каунас             | Литва                | 0 – 2                 | Італія            | Відбір до ЧЄ 2008     | -    |                |
| 08/09/2007 | Мілан              | Італія               | 0 – 0                 | Франція           | Відбір до ЧЄ 2008     | -    |                |
| 12/09/2007 | Київ               | Україна              | 1 – 2                 | Італія            | Відбір до ЧЄ 2008     | -    |                |
| 21/11/2007 | Модена             | Італія               | 3 – 1                 | Фарерські острови | Відбір до ЧЄ 2008     | -    |                |
| 06/02/2008 | Цюрих              | Італія               | 3 – 1                 | Португалія        | товариський матч      | -    |                |
| 26/03/2008 | Ельче              | Іспанія              | 1 – 0                 | Італія            | товариський матч      | -    |                |
| 13/06/2008 | Цюрих              | Італія               | 1 – 1                 | Румунія           | ЧЄ 2008 - 1-й етап    | -    |                |
| 17/06/2008 | Цюрих              | Франція              | 0 – 2                 | Італія            | ЧЄ 2008 - 1-й етап    | -    |                |
| 22/06/2008 | Відень             | Іспанія              | 0 – 0 д.ч. (4-2 п.п.) | Італія            | ЧЄ 2008 - чвертьфінал | -    |                |
| 20/08/2008 | Ніцца              | Італія               | 2 – 2                 | Австрія           | товариський матч      | -    |                |
| 11/10/2008 | Софія              | Болгарія             | 0 – 0                 | Італія            | Відбір до ЧС 2010     | -    |                |
| 15/10/2008 | Лечче              | Італія               | 2 – 1                 | Чорногорія        | Відбір до ЧС 2010     | -    |                |
| 10/02/2009 | Лондон             | Бразилія             | 2 – 0                 | Італія            | товариський матч      | -    |                |
| Усього     |                    | Матчів (44 місце)    | 48                    |                   | Голів                 | 2    |                |

## Титули і досягнення

### Командні
- Володар Кубка Італії (2):

«Рома»: 2006-07, 2007-08
- Володар Суперкубка Італії з футболу (1):

«Рома»: 2007
- Володар Кубка Інтертото (1):

«Ювентус»: 1999
- Чемпіон світу (1):

Збірна Італії: 2006
- Чемпіон Європи (U-21): 2000

### Особисті
Найкращий бомбардир розіграшу Кубка Італії:
2006–07 (4)